# ホーク・ワン
株式会社ホーク・ワン（英語: Hawk One Corp.）は、東京都杉並区に本社を置く、オープンハウスグループ傘下の住宅メーカーである。コーポレートスローガンは「make a house, make a future.（住まいをつくり、未来をつくる。）」である。自社ブランド「ミラスモ（MIRASUMO）」を展開している。

## 概要
首都圏および中京圏の準都心部のベッドタウンを中心に戸建分譲事業を展開し、土地の仕入れから住宅のプランニング、提案、施工、アフターメンテナンスまでを一貫して行う。2024年度の販売棟数（分譲）は3,005棟にのぼり、創業以来2万棟以上の住宅を販売している。

### オープンハウスとの資本業務提携
オープンハウス（現: オープンハウスグループ）とホーク・ワンは、両社とも戸建関連事業を営んでいながらも販売エリアや価格帯が重複していないことから、首都圏の都心部から準都心部までの市場を相互補完しつつ網羅し、グループ全体としての事業展開エリアを拡大するとともに、各分野におけるスケールメリットや製販一体型の運営体制の構築を見込んで2018年9月末より資本業務提携し、オープンハウスの連結子会社となった。

#### オープンハウスによる完全子会社化
オープンハウスとの統合に際し、ホーク・ワンの発行済株式44,000株のうち、26,224株についてはオープンハウスが株式取得、11,411株についてはオープンハウスとの株式交換、残りの自己株式6,365株についてはホーク・ワンが消却することにより、オープンハウスの完全子会社となった。オープンハウスが株式交換の手法を併用したのは、ホーク・ワンの既存株主をオープンハウスの株主にすることで、統合による価値向上の恩恵を既存株主が享受できるようにするためである。

#### オープンハウスグループでの位置付け
ホーク・ワンの事業はオープンハウスグループの戸建関連事業を構成するサブセグメントの一つと位置付けられ、オープンハウスグループの売上高（連結会社相互間の内部売上高を除く）の連結売上高に占める割合は10%を超えている。また、株式会社オープンハウスグループがホーク・ワンに対して借入金に対する債務保証やシェアードサービスの提供を行っており、コーポレートブランド使用等にかかるロイヤリティー契約も締結している。

## 免許・許可
- 宅地建物取引業免許　国土交通大臣（5）第6014号
- 建設業許可　東京都知事（特- 2）第115282号
- 一級建築士事務所　東京都知事登録　第61801号
- 公益社団法人全日本不動産協会会員

## 受賞
- 23年度全国No.1ホームビルダー大全集（住宅産業研究所）の低層住宅部門において、以下の地域で総合部門[注釈 5]No.1を獲得した。[8]
  - 埼玉県蕨市
  - 埼玉県さいたま市中央区
  - 東京都国立市
  - 東京都小金井市
  - 神奈川県海老名市
  - 神奈川県横浜市港南区
  - 神奈川県横浜市青葉区
  - 愛知県名古屋市南区
  - 愛知県名古屋市千種区
  - 愛知県名古屋市緑区
  - 愛知県名古屋市天白区

## 不祥事

### 木造住宅の耐震性能不足
- 2010年12月8日、国土交通省関東地方整備局から東京都、埼玉県、千葉県、神奈川県の4都県で1999年3月から2008年12月の建築確認後に建設、販売した木造二階建て住宅計270戸で壁量（壁の強度）不足と壁量バランスの不適合があったことを確認したと発表された。壁量は当該住宅のうち28戸で建築基準の5〜7割、7戸は5割に満たなかったが、同局は「すぐに倒壊する危険性はない」とした。当該住宅の設計を請け負ったのはホーク・ワンが外注した4都県の計27の設計事務所であり、最終的に本件に関わった建築士5人が3～11カ月の業務停止になった。ホーク・ワンは「設計上の計算ミスなどが原因」だと説明し、全棟を無償で改修した。[9][10][11]